# Michail Petrowitsch Petrow

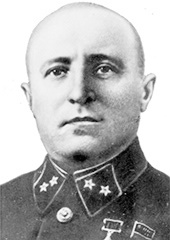
Generalmajor M.P. Petrow

Michail Petrowitsch Petrow (russisch Михаил Петрович Петров, wissenschaftliche Transliteration Michail Petrovič Petrov; * 22. Dezember 1897jul. / 3. Januar 1898greg. im Dorf Solusteschje, heute Oblast Leningrad; † Oktober/November 1941 in Golina, Rajon Karatschew) war ein sowjetischer Generalmajor. Er arbeitete als Militärberater im Spanischen Bürgerkrieg und gehörte zu den ersten Soldaten, die als Held der Sowjetunion ausgezeichnet wurden. Im Zweiten Weltkrieg kommandierte er zunächst ein Korps und fiel als Befehlshaber der 50. Armee während der Schlacht bei Brjansk.

## Leben

### Frühe Karriere
Petrow wurde am 3. Januar 1898 in eine bäuerlich geprägte Familie im Dorf Solusteschje (Золустежье) im Gouvernement Sankt Petersburg geboren. Der Vater arbeitete als Ofensetzer in der Hauptstadt und sein Sohn half ihm schon in frühen Jahren bei der Arbeit. Petrow besuchte die Schule bis zur 4. Klasse. Er arbeitete anschließend als Metallarbeiter im Putilow-Werk und später als Kraftfahrer in Sankt Petersburg. Hier kam er während der Februarrevolution mit den Revolutionären in Kontakt. Im März 1917 trat er der örtlichen 2. Abteilung der Roten Garde bei. Am 25. Oktoberjul. / 7. November 1917greg. nahm Petrow an der Erstürmung des Winterpalais teil, mit der die Oktoberrevolution ausgelöst wurde. Anfang 1918 wurde die Rote Garde in die neue Rote Armee überführt. In deren Reihen machte Petrow nun den Russischen Bürgerkrieg (1918–1922) mit.
Nach dem Bürgerkrieg blieb er in der Armee und war bereits zu diesem Zeitpunkt (1920) der Kommunistischen Partei Russlands beigetreten. Er wurde nach Mittelasien versetzt, wo er gegen Basmatschi, muslimische Aufständische gegen die Bolschewiki, eingesetzt wurde. Später kam er auch im Kaukasus zum Einsatz sowie bei der Niederschlagung des Bauernaufstandes von Tambow. Im Jahr 1923 besuchte er die Infanterie-Schule in Tambow und anschließend die Polit-Schule in Transkaukasien. Er wurde 1932 zur Panzerwaffe versetzt. Zunächst besuchte er 1932 einen Panzer-Ausbildungs-Kurs für Offiziere in Leningrad. Danach kommandierte er das Ausbildungs-Bataillon der 1. Mechanisierten Brigade. Von Oktober 1936 bis Juni 1937 hatte er Gelegenheit, praktische Erfahrungen zu sammeln, da er in diesem Zeitraum zu der Gruppe sowjetischer Militärberater im Spanischen Bürgerkrieg gehörte. Er befehligte dort ein Panzer-Bataillon im Rang eines Majors. In Anerkennung seiner Leistungen auf der Seite der Republikaner erhielt er am 21. Juni 1937 den Titel Held der Sowjetunion. Petrow soll auch später während des Zweiten Weltkriegs noch oft auf Spanisch geflucht haben.

### Korpskommandeur
Nach seiner Rückkehr übernahm Petrow den Befehl über eine Panzer-Division und veröffentlichte Aufsätze zu diesem Thema in Fachzeitschriften. Außerdem gehörte er vom 12. Dezember 1937 bis zu seinem Tod dem neu konstituierten Obersten Sowjet der UdSSR an. Während des Großen Terrors, dem ein großer Teil des höheren Offizierskorps zum Opfer fiel, stieg Petrow jedoch schnell zum Kommandeur des 5. Mechanisierten Korps auf. Er befehligte es im September/Oktober 1939 auch während der sowjetischen Besetzung Ostpolens. Beim Vorstoß in den Raum Grodno war Petrows Korps das erste, das auf dem Marsch mit luftverladenem Treibstoff versorgt wurde. Im neu eingerichteten Besonderen Westlichen Militärbezirk fungierte Petrow als Inspekteur der Panzertruppen und daneben als stellvertretender Kommandeur des 6. Mechanisierten Korps. Als zu diesem Zeitpunkt die militärischen Dienstgrade in der Roten Armee eingeführt wurden, ernannte man Petrow 1940 zum Generalmajor. Anfang 1941 besuchte er einen Lehrgang an der Generalstabsakademie in Moskau, bevor er am 11. März 1941 den Befehl über das 17. Mechanisierte Korps übernahm. Dieses war an der Westgrenze im Raum Slonim stationiert.
Das 17. Mechanisierte Korps befand sich erst in seiner Formierung. Während vergleichbare Korps mehr als tausend Panzer hatten, verfügten die drei Divisionen Petrows (27. und 36. Panzerdivision, 209. motorisierte Division) lediglich über 36 Panzerfahrzeuge – darunter keinerlei moderne Typen. Als am 22. Juni 1941 der deutsche Angriff auf die Sowjetunion begann, befanden sich Petrows Formationen zunächst im Hinterland. Aber bereits nach wenigen Tagen zeichnete sich ein Durchbruch der deutschen Panzergruppe 2 ab (→ Kesselschlacht bei Białystok und Minsk). Das Oberkommando der sowjetischen Westfront sah sich deshalb gezwungen, das 17. Mechanisierte Korps – trotz seines nicht einsatzfähigen Zustandes – in den Raum Baranowitschi zu verlegen, wo es die deutschen Panzer aufhalten sollte. Technisch und zahlenmäßig unterlegen, nur ein Drittel der Soldaten bewaffnet, hatte es dem deutschen Angriff jedoch kaum etwas entgegenzusetzen. Am 26. Juni 1941 wurde der Verband vom Vorstoß des deutschen XXXXVIII. Armeekorps (mot.) unter General Joachim Lemelsen zersprengt. Die verbliebenen Teile des Korps zogen sich in Gruppen nach Osten an die Beresina zurück, wo sie sich anderen sowjetischen Einheiten anschlossen. In dieser Phase des Krieges wurden erfolglose sowjetische Generäle oft verhaftet und/oder exekutiert. Ein solches Schicksal traf unter anderem Generalmajor Stephan Oborin, Kommandeur des 14. Mechanisierten Korps, sowie Petrows direkte Vorgesetzte Armeegeneral Dmitri Pawlow, Befehlshaber der Westfront, und Generalleutnant Aleksander Korobkow, Befehlshaber der 4. Armee. Petrow blieb hingegen unbehelligt.
Am 4. Juli wurde das 17. Mechanisierte Korps auch offiziell der 21. Armee unter Generalleutnant Fjodor Kusnezow im Raum Bobruisk unterstellt. Allerdings verfügte es über keinerlei Fahrzeuge mehr. Mit dem neuerlichen deutschen Vorstoß ab dem 10. Juli 1941 und der damit eingeleiteten Kesselschlacht bei Smolensk befand sich das Korps abermals in schweren Abwehrkämpfen und geriet teilweise erneut in Einschließung. Die abermaligen schweren Verluste veranlassten das Hauptquartier des Kommandos des Obersten Befehlshabers (Stawka VGK), die Reste des 17. Mechanisierten Korps Ende Juli aus der Front zu lösen und in den Raum Suchinitschi zu überführen. Unter dem nominellen Befehl der 4. Armee, die ebenfalls aus der Front herausgelöst worden war, wurden die Reste des Korps in die 27. Panzerdivision überführt und später in die 147. Panzer-Brigade umgewandelt. Petrows Truppen hatten schwere Verluste erlitten. Von drei Divisionskommandeuren waren zwei ausgefallen. Die meiste Zeit hatten sie sich in Einschließung befunden und waren kaum geschlossen eingesetzt worden. Später berichtete Petrow gern, dass er sich allein durchgeschlagen habe, in voller Paradeuniform, nur bewaffnet mit einer Keule, um streunende Hunde abzuwehren.

### Befehlshaber der 50. Armee

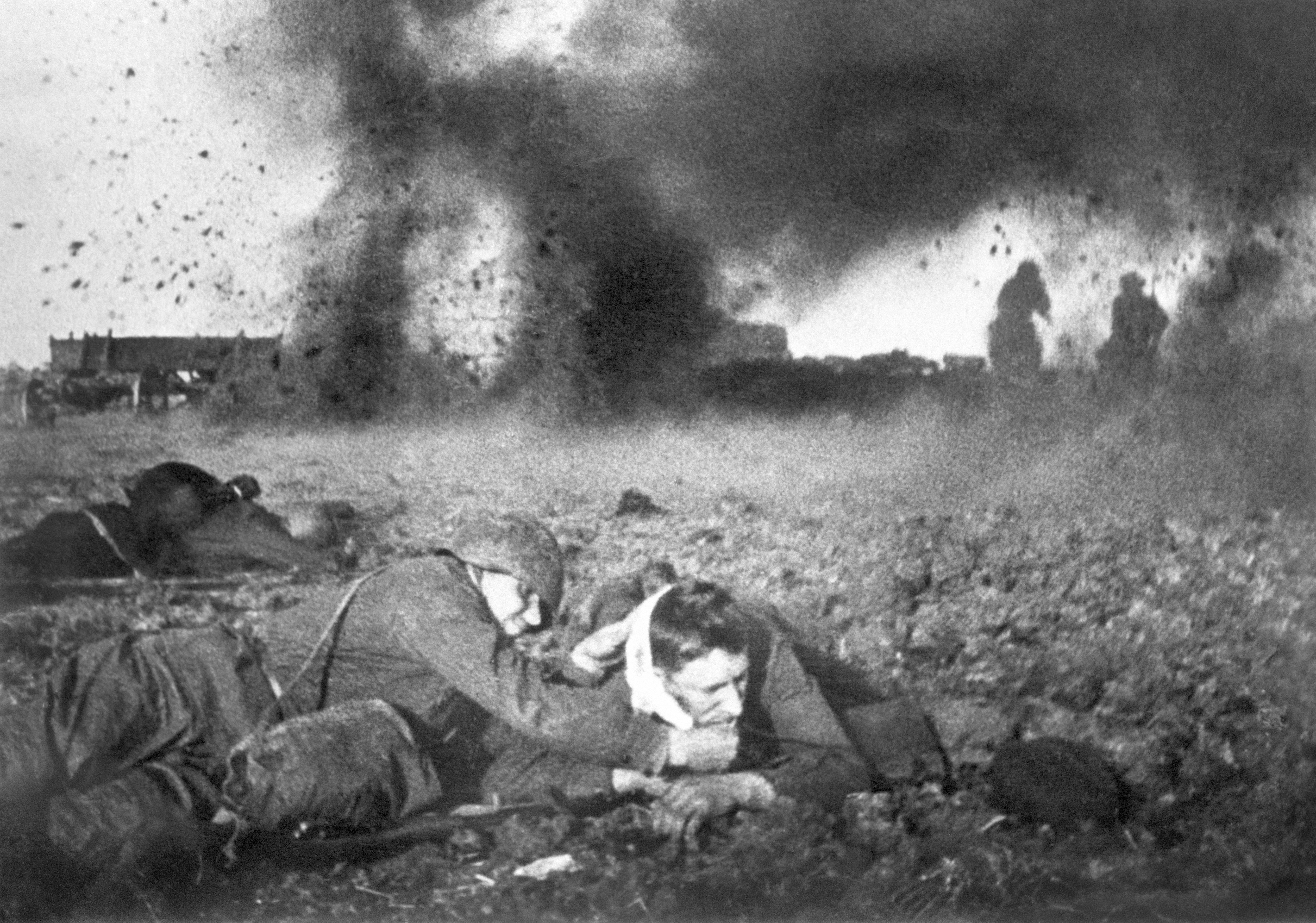
Sowjetische Soldaten in den Kämpfen an den Zugängen vor Moskau (September 1941)

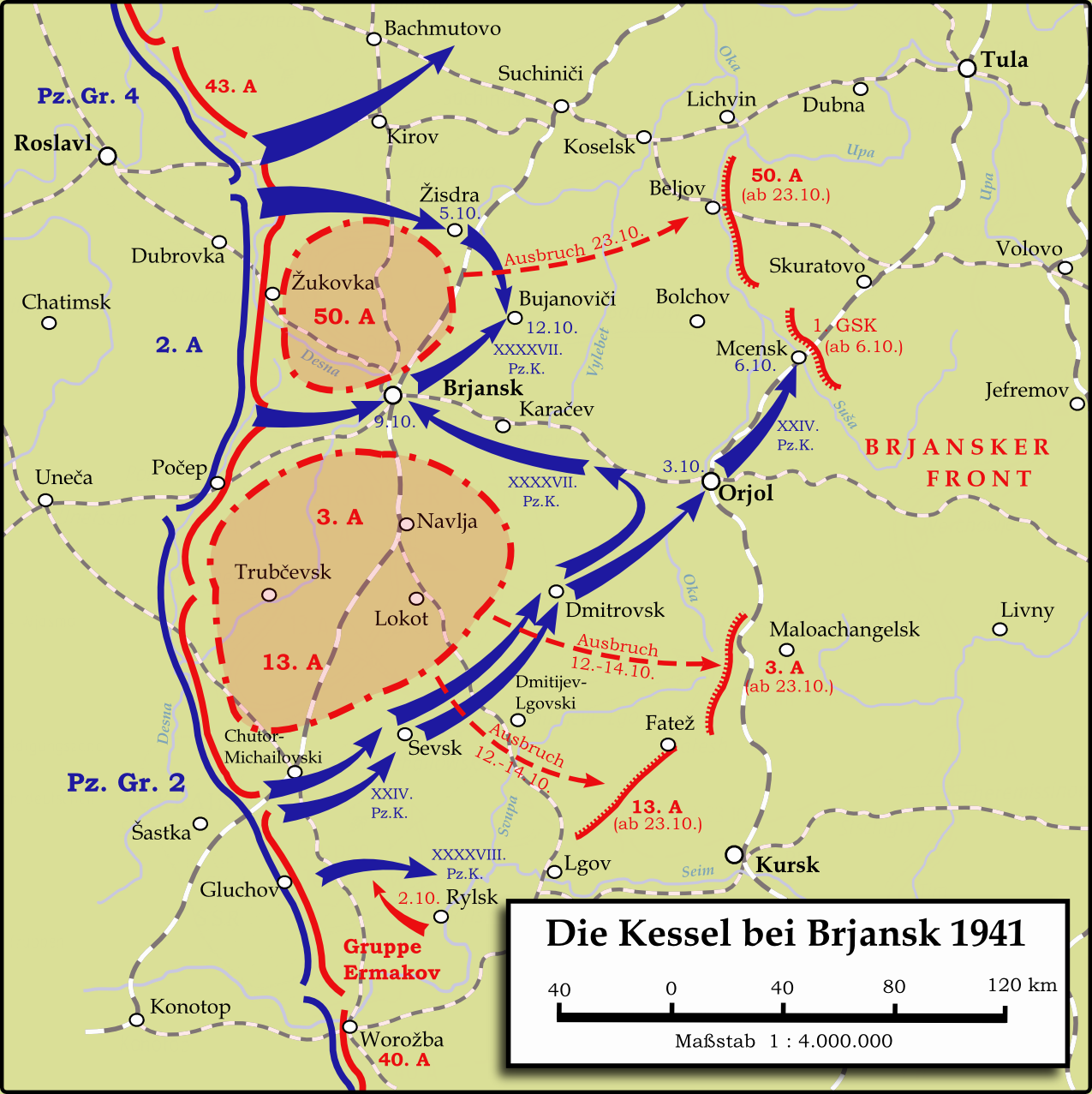
Einkreisung der Brjansker Front durch die Wehrmacht (Oktober 1941)

Als am 14. August 1941 durch eine Umstrukturierung der Kräfte die neue Brjansker Front unter Generaloberst A.I. Jerjomenko gebildet wurde, fasste man im Raum Karatschew gleichzeitig die 217., 279., 258., 260., 290., 278., 269., 280. Schützen-Division sowie die 55. Kavallerie-Division zur neuen 50. Armee dieser Front zusammen. Petrow wurde zu ihrem Befehlshaber ernannt. Die Kämpfe dauerten weiter an. Die Brjansker Front konzentrierte ihre Gegenangriffe Ende August und Anfang September 1941 zwar auf die Panzergruppe 2 unter Generaloberst Guderian, die langsam nach Süden Raum gewann und somit die Schlacht bei Kiew einleitete. Aber Petrows 50. Armee war daran nicht beteiligt. Sie sollte Anfang September mit vier Divisionen eine Offensive der Reservefront unter Armeegeneral Georgi Schukow gegen die deutsche 4. Armee unterstützen. Während die Reservefront im Jelnja-Bogen einen Erfolg verbuchen konnte, blieb der Vorstoß der 50. Armee weitgehend erfolglos.
Danach trat eine relative Ruhe im Abschnitt der Armee ein. Ende September 1941 besuchte der Journalist und spätere Schriftsteller Wassili Grossman das Hauptquartier der 50. Armee und hielt einige Eindrücke in seinem Tagebuch fest. Grossman bemerkte den widersprüchlichen Charakter des Generals: „Petrow ist klein und hat eine lange Nase […] Petrow ist sehr grausam und tapfer. […] Er liebt Katzen, besonders Kätzchen, und spielt mit ihnen.“ Über den Führungsstil des Generals berichtete er: „Er [Petrow] reagiert auf die Anfrage eines Divisionskommandeurs, der bittet, einen Angriff wegen der hohen Verluste zu verschieben: ‚Sagen Sie ihm, dass ich den Angriff verschiebe, wenn er der einzige ist, der noch übrig ist.‘ […] Der Armeekommandeur [Petrow] weist einen Regimentskommandeur zurecht: ‚Wenn Sie das Dorf nicht in einer Stunde eingenommen haben, werden Sie Ihr Kommando abgeben und am nächsten Angriff als gemeiner Soldat teilnehmen!‘“
Am 30. September begann die Wehrmacht das Unternehmen Taifun, die Offensive gegen die Brjansker West- und Reservefront mit dem Ziel der Einnahme Moskaus. Aus dem Vorstoß dreier Panzergruppen entwickelte sich die Doppelschlacht bei Wjasma und Brjansk. Bereits am 3. Oktober hatte die Panzergruppe 2 die Stadt Orjol im Rücken der Brjansker Front erreicht. Jerjomenko bat die Stawka VGK um die Erlaubnis zum Rückzug, blieb jedoch ohne Antwort. Als sein Gefechtsstand am Mittag des 6. Oktober angegriffen wurde, riss die Verbindung nach Moskau ab. Da die Stawka VGK davon ausging, dass Jerjomenko gefallen oder gefangen genommen worden sei, rief sie am 7. Oktober im Hauptquartier der 50. Armee an und beauftragte Petrow damit, die Führung der Truppen der Brjansker Front (50. Armee, 3. Armee, 13. Armee) zu übernehmen. Petrow selbst hatte erst am 2. Oktober erfahren, dass eine neue Offensive die Deutschen bereits über 100 Kilometer in seinen Rücken geführt hatte. Außerdem war seine eigene Armee zu diesem Zeitpunkt ebenfalls an ihrer nördlichen Flanke in Bedrängnis geraten, wo die deutschen Truppen Schisdra erreicht hatten. Die Einschließung der gesamten Brjansker Front deutete sich an. Nun sollte Petrows Aufgabe darin bestehen, die drei Armeen mit all ihrem schweren Gerät aus der Umklammerung in eine neue Verteidigungslinie zurückzuführen. Er beurteilte die Lage eher pessimistisch und erinnerte sich angesichts seiner neuen Verantwortung an das Schicksal anderer erfolgloser sowjetischer Befehlshaber. In dem Tagebuch des später gefallenen NKWD-Majors Schabalin fanden deutsche Soldaten dazu folgenden Eintrag:

„Ich gratulierte General Petrow beim Frühstück zu seiner Ernennung zum Befehlshaber der Armeegruppe Briansk. General Petrow antwortete nur: ‚Also wollen sie mich jetzt auch erschießen.‘ Ich antwortete: ‚Wie können sie vom Erschießen reden? Ihre Ernennung als Befehlshaber der Gruppe ist ein Zeichen von Vertrauen in Ihre Fähigkeit, die Dinge zu stabilisieren.‘ General Petrow antwortete: ‚Wie soll ich die Situation wieder unter Kontrolle bringen, wenn ich nicht einmal weiß, wo die 3. und 13. Armee sich befinden und in welcher Verfassung sie sind?‘“

Am 8. Oktober tauchte Jerjomenko wieder auf und koordinierte die 3. und 13. Armee selbst. Petrows 50. Armee war jedoch inzwischen durch einen weiteren deutschen Vorstoß vom Rest der Brjansker Front getrennt und weitgehend eingeschlossen worden. Am 9. Oktober lösten sich Petrows Truppen von der Front und versuchten sich in den folgenden Tagen durch den deutschen Einschließungsring zu kämpfen. Der Befehlshaber führte selbst Angriffsformationen in vorderster Linie. Teilen der 50. Armee gelang es bis zum 17. Oktober – versprengt in verschiedene Gruppen – sich der Einkreisung zu entziehen.

## Todesumstände und Nachleben
Als die einzelnen Gruppen der Armee sich wieder sammelten, galt Petrow als vermisst. Im April 1942 ging man in Moskau davon aus, dass er gefallen sei, und strich ihn aus der offiziellen Offiziersrangliste. Erste Berichte lauteten, dass Petrow während der Ausbruchskämpfe schwer verwundet worden sei. Die Soldaten seiner Gruppe trugen ihn noch mit sich und versteckten ihn in einer Holzfällerhütte in den Wäldern bei Karatschew. Dort soll der General am 13. Oktober 1941 an Wundbrand gestorben sein. Teilweise heißt es auch noch in aktuellen Werken, Petrow sei bereits am 10. Oktober 1941 bei den Kämpfen getötet worden.
Im Jahre 1956 stellte Petrows Sohn Alexander Michailowitsch eigene Nachforschungen an, was zu einer offiziellen Untersuchung führte. Sie kam zu dem Ergebnis, dass der General bei den Ausbruchskämpfen verwundet worden war. Petrow hatte Durchschüsse beider Hüften erlitten und war durch den hohen Blutverlust danach fast durchgängig ohnmächtig. Von einer Gruppe Soldaten unter Führung eines Arztes und einer Krankenschwester (Grossman erwähnte diese Krankenschwester Walja zuvor als „Mätresse Petrows“) wurde er in das Dorf Golinka in den Wäldern bei Karatschew gebracht und im Haus der Familie Nowokreschtschenow versteckt. Obwohl Petrow an Wundbrand litt und kaum noch transportfähig war, schickte er die Krankenschwester weg. Als die Deutschen im Dorf auftauchten, fanden sie den Verwundeten. Aber Frau Nowokreschtschenowa hatte einen alten Mantel über ihn geworfen und behauptete, es handele sich um ihren Ehemann, der im Wald auf eine Mine getreten sei. Die Deutschen zogen daraufhin wieder ab. Eine andere Gruppe versprengter Rotarmisten trug den General weitere sieben Kilometer in eine abgelegene Hütte. Da der Wundbrand sich verschlimmerte, sollte Petrow zu loyalen Ärzten im nahen Karatschew gebracht und operiert werden. Er selbst lehnte das Vorhaben jedoch ab. Etwa zehn Tage darauf verstarb er Mitte November 1941. Das Grab wurde 1956 ausfindig gemacht und der Leichnam des Generals nach Brjansk überführt, wo noch heute ein Ehrenmal aus schwarzem Granit steht.
An dieser Version, die seit Anfang der 1960er Jahre bekannt geworden ist, bestehen noch Zweifel, weshalb in der Literatur auch andere Todesdaten genannt werden. So äußerte zum Beispiel Aleksander A. Maslow 1998 die Vermutung, dass Petrow tatsächlich gefangen genommen worden und in deutschem Gewahrsam verstorben sein könnte. Die Befragung gefangener sowjetischer Offiziere der 50. Armee durch die deutsche Feindaufklärung führte wiederum zu anderen Schlussfolgerungen. Oberst Alexander Bogdanow und Oberstleutnant Pawel Afanassjew gaben an, dass Petrow am 20. Oktober 1941 bei einem zufälligen Zusammentreffen mit deutschen Soldaten erschossen worden sei. Sie beurteilten Petrow rückblickend als „guten Menschen“, der „als Führer jedoch unentschlossen“ gewesen sei. Seine eigene Kapitulation habe er ebenso abgelehnt wie die Kapitulation seiner eingeschlossenen Armee.